# Embalse Grande (Tharsis)
El Embalse Grande se encuentra ubicado en el término municipal de Alosno, en la provincia de Huelva, comunidad autónoma de Andalucía (España), situado a escasa distancia del núcleo poblacional de Tharsis. En la actualidad el embalse es empleado para el abastecimiento de agua con fines agrícolas.

## Descripción
El Embalse Grande fue construido por la Tharsis Sulphur and Copper Company Limited con el fin de garantizar el abastecimiento de agua para fines industriales y las necesidades domésticas. Según señalaba en 1886 el ingeniero Joaquín Gonzalo y Tarín, su capacidad de almacenaje era de un millón de metros cúbicos. Actualmente posee una superficie de 44,7 hectáreas de agua dulce con alto contenido en cobre, cuyo origen se encuentra en el cauce del Barranco del Pino. El embalse se encuentra situado a 700 metros al noreste del núcleo de Tharsis y a 800 metros al norte de la corta Filón Norte.
Desde 2014 está inscrito en el Catálogo General del Patrimonio Histórico Andaluz y cuenta con la catalogación de Bien de Interés Cultural.